# Estudio de los alimentos
Los estudios de los alimentos comprenden el examen crítico de la comida y sus contextos en el ámbito de la ciencia, el arte, la historia y la sociedad. Se diferencia de otras áreas de estudio relacionadas con los alimentos tales como la nutrición, agricultura, gastronomía, y artes culinarias en que intenta analizar más allá del mero consumo, producción, y apreciación estética de los alimentos y trata sobre la relación entre los alimentos y un amplio número de campos académicos. Por lo tanto es un campo que comprende y atrae el interés de  filósofos, historiadores, científicos, literatos, sociólogos, historiadores del arte, antropólogos, entre otros.